# Ctenophthalmus laxiprojectus
Ctenophthalmus laxiprojectus är en loppart som beskrevs av Liu Kueichen 1992. Ctenophthalmus laxiprojectus ingår i släktet Ctenophthalmus och familjen mullvadsloppor. Inga underarter finns listade i Catalogue of Life.